# لنتینان
لنتینان (انگلیسی: Lentinan) یک پلی‌ساکارید است که از جسم بارده «شیتاکه» بدست می‌آید. (جلینه‌های لنتینولا اِدودِس)
وزن مولکولی این ماده، ۵۰۰٬۰۰۰ دالتون است و از سال ۱۹۸۵ میلادی به‌عنوان درمان اَدجوان سرطان معده در ژاپن بکار می‌رود. با آنکه پژوهش‌های بالینی محدودی بر روی بیماران سرطانی در ژاپن صورت پذیرفته‌است، اما شواهد علمی کافی مبنی بر اثربخشی آن در درمان سرطان بدست نیامده است.
عارضهٔ این ماده، «درماتیت قارچ شیتاکه» است.